# Drakengard 3
Drakengard 3, conosciuto in Giappone come Drag-On Dragoon 3 (ドラッグオンドラグーン3?, Doraggu-On Doragūn 3),  è un videogioco di ruolo d'azione sviluppato da Access Games e pubblicato da Square Enix in esclusiva per PlayStation 3. È il terzo e ultimo gioco principale della serie Drakengard e un prequel del gioco originale. Il gioco, come il resto della serie, presenta un misto di combattimenti hack-and-slash a terra e battaglie aeree. La storia si concentra su Zero, una donna che può manipolare la magia attraverso il canto. In collaborazione con un drago di nome Mikhail, Zero ha deciso di uccidere le sue cinque sorelle, che governano le regioni del mondo. Mentre viaggia, il giocatore scopre la vera ragione dietro la furia di Zero.
Il gioco, creato per soddisfare il pubblico dei giochi di ruolo hardcore, è stato sviluppato dallo stesso team che ha creato l'originale Drakengard e lo spin-off della serie Nier, tra cui il produttore Takamasa Shiba, il regista Yoko Taro e lo scrittore Sawako Natori. La musica è stata composta da Keiichi Okabe, che ha anche composto la colonna sonora di Nier. A differenza dei titoli precedenti della serie, il gioco è stato sviluppato presso Access Games, grazie all'esperienza dell'azienda nello sviluppo di titoli d'azione e al desiderio del team di affrontare le critiche rivolte al gameplay dei precedenti giochi di Drakengard. Drakengard 3 ha ricevuto recensioni e vendite miste o positive in Giappone e recensioni contrastanti in Occidente. Il gameplay a terra e la storia sono stati generalmente apprezzati, mentre le critiche più comuni sono state indirizzate al gameplay del drago, alla grafica e ai molteplici problemi tecnici.

## Trama

### Ambientazione e personaggi
Drakengard 3 si svolge circa cento anni prima degli eventi di Drakengard, fungendo da prequel dei primi due giochi della serie. Nonostante sia un prequel, Drakengard 3 segue principalmente linee temporali separate non correlate agli eventi di Drakengard. In passato, la terra era devastata dal conflitto tra i signori della guerra. Al culmine della carneficina, apparvero cinque misteriose sorelle chiamate Intoner che, usando la loro capacità di utilizzare la magia attraverso il canto, sconfissero i signori della guerra e posero fine al conflitto. A causa di ciò, furono adorate come divinità e divennero governanti di varie regioni della terra. Tempo dopo, nel presente del gioco, il capo delle Intoner, One, desidera unire le cinque sorelle ancora una volta e portare stabilità alla terra.
Il potere delle cinque sorelle ha però un terribile segreto. La loro "sorella maggiore", Zero (ゼロ?, Zero), protagonista della storia, fu salvata dalla morte da un fiore demoniaco che si innestò nel suo corpo e la trasformò nella prima Intoner, allo scopo di usarla come strumento per la distruzione dell'umanità. Non accettando questa sorte, Zero tentò di uccidersi, ma il fiore reagì, impedendole di morire e copiandola cinque volte, creando le cinque sorelle, in modo da perpetrare la sua influenza sul mondo anche qualora Zero fosse effettivamente riuscita a uccidersi. Consapevole del pericolo che le sorelle rappresentavano per il mondo, nonostante il loro desiderio di pace e giustizia, Zero decise che avrebbe ucciso loro e infine se stessa.
Il giocatore controlla Zero, che ora è considerata una traditrice dalle Intoner e dai loro seguaci a causa della sua missione di ucciderle. Ad aiutarla nella sua ricerca c'è l'infantile drago Mikhail (ミハイル?, Mihairu), che è la sua cavalcatura nelle battaglie aeree. Le cinque sorelle sono: One (ワン?, Wan), capo delle Intoner, animata da un forte desiderio di giustizia; Two (トウ?, Tou), il membro più allegro e romantico del gruppo e sovrana della Terra delle Sabbie; Three (スリイ?, Surii), sovrana della Terra delle Foreste e ossessionata dalle bambole; Four (フォウ?, Fou), sovrana della Terra delle Montagne, pudica e unica vergine del gruppo; e Five (ファイブ?, Faibu), sovrana della Terra dei Mari e donna consumata dall'avidità e dalla lussuria. Durante il viaggio si uniscono a Zero i "discepoli", quattro uomini che in precedenza servivano le altre Intoner e che vengono reclutati da Zero man mano che le loro padrone originali vengono uccise. Questi sono: Cent (セント?, Sento), un uomo poco intelligente e troppo sicuro di sé, nonché l'amante dell'Intoner Two; Octa (オクタ?, Okuta), un uomo anziano e astuto, ossessionato dal sesso; Decadus (デカート?, Decāto), un guerriero gentiluomo con una vena masochista; e Dito (ディト?, Dito), un giovane sadico, affascinato da tutto ciò che è orrido. Ciascuno dei discepoli aveva originariamente anche la funzione di catalizzatore dei poteri della rispettiva Intoner, permettendole di evocare in battaglia esseri mostruosi chiamati indistintamente "angeli" o "demoni". Il gioco è narrato al giocatore da Accord (アコール?, Akōru), un androide creato dal "vecchio mondo" per monitorare e documentare gli avvenimenti di tutte le linee temporali.

### Storia
Zero e il suo alleato drago Michael giungono a Cathedral City, il centro del potere delle Intoner. Il tentativo di Zero di ucciderle finisce disastrosamente: Zero viene gravemente ferita e Michael muore a causa del drago demoniaco di One, Gabriel. Un anno dopo, Zero e il giovanissimo drago Mikhail, reincarnazione di Michael, partono per provare a uccidere di nuovo le Intoner. Viaggiano prima nella Terra dei Mari per affrontare Five: durante il combattimento, Five viene tradita e uccisa dal suo discepolo Dito, che Zero prende al suo servizio. Il gruppo quindi si reca nella Terra delle Montagne dove Zero uccide Four e recluta Decadus. Quindi procedono verso la Terra delle Foreste. Octa, discepolo di Three, è inorridito dai crudeli esperimenti che l'Intoner fa sugli esseri umani, e approfitta dell'arrivo di Zero per tradire la propria padrona. Three viene divorata da Mikhail, che viene poi attaccato e catturato dai demoni evocati da Two e Cent. Zero li insegue nella Terra delle Sabbie, liberando Mikhail dalla prigionia e affrontando i due. Mikhail uccide Two, e Cent si unisce a Zero. Il gruppo quindi si fa strada a Cathedral City, dove Zero restituisce ai discepoli le loro vere sembianze di colombe, liberandoli dalla servitù. Durante la sua battaglia con One, Mikhail muore ferendo Gabriel, permettendo a una sconvolta Zero di finire Gabriel e One. Zero viene però uccisa da un clone maschile di One, creato dall'Intoner per fungerle da discepolo, e che decide di creare un nuovo ordine religioso in memoria di sua "sorella".
Accord osserva che lungo la linea temporale appena registrata (Ramo A) si distaccano diverse linee temporali alternative, la cui esistenza è causata da un gruppo di "singolarità" (Zero, le sue sorelle e i discepoli) che si uniscono. Il Ramo B diverge dal Ramo A durante la permanenza di Zero nella Terra delle Foreste. In questa linea temporale Two impazzisce a causa del fiore e uccide Three e One. Zero sconfigge Two, ma, prima di morire, lei e il suo discepolo Cent evocano l'angelo Raphael, un gigantesco ragno velenoso che avvelena mortalmente Mikhail. Per salvare il drago, Zero rinuncia a distruggere il fiore e lo usa per creare una connessione magica tra lei e Mikhail chiamata "patto". Nel Ramo C, durante la sua prigionia nella Terra delle Sabbie, Mikhail viene maledetto e indebolito da Two. All'arrivo a Cathedral City, il gruppo affronta Two, ormai controllata dal fiore, che si fa esplodere uccidendo i quattro discepoli e se stessa. Zero e un indebolito Mikhail raggiungono One, che rivela di aver compreso la natura della missione di Zero e l'importanza di far sparire le Intoner dal mondo. Tuttavia la sfiducia reciproca porta comunque le due sorelle allo scontro, in seguito al quale Gabriel e Mikhail si uccidono a vicenda e Zero uccide One. Sconvolta per la morte di Mikhail, Zero decide di cercare un altro drago che la aiuti a morire, ricerca che Accord ritiene destinata al fallimento.
Il Ramo D inizia mentre Zero si trova nella Terra delle Montagne in cerca di Four. Two muore in circostanze misteriose, mentre Four, una rediviva Five e Three soccombono all'influenza del fiore e attaccano Zero, venendo sconfitte. Durante gli scontri i discepoli evocano i loro angeli senza il permesso delle rispettive Intoner, nell'atto di aiutare o tradire Zero, pagando il prezzo di tornare ad essere colombe. A Cathedral City, Accord abbandona la sua neutralità e si sacrifica nell'aiutare Zero a sconfiggere One, permettendo a Mikhail di sopravvivere. Zero rivela a Mikhail che è giunto il momento di ucciderla. Il fiore consuma Zero, e Mikhail si ritrova a combattere contro un gigantesco fiore di pietra da cui spuntano le statue di Zero e delle sue sorelle. Con la vittoria di Mikhail, il Ramo D viene completamente liberato dall'influenza del fiore, anche se la voce di Accord dichiara che c'è ancora la possibilità che il fiore riappaia in un altro tempo e luogo. Sospetta anche che Zero possa in qualche modo essere ancora viva. Numerose copie di Accord giungono a rendere omaggio alla compagna caduta e una di esse si rivolge al giocatore, ringraziandolo per aver giocato.

## Modalità di gioco
Drakengard 3 offre un gameplay hack-and-slash e combattimenti aerei su un drago, come nei precedenti capitoli della serie. Il giocatore controlla la protagonista Zero durante l'intera campagna e per la maggior parte dei livelli è accompagnato da un massimo di due compagni controllati dall'intelligenza artificiale. Nel combattimento a terra, Zero esegue attacchi multipli su vari nemici. Questi possono essere combinati in combo, che riempiono la barra di Tension Gauge di Zero, che quando è piena permette a Zero di entrare temporaneamente in modalità Intoner, uno stato che le consente di muoversi rapidamente e infliggere danni elevati ai nemici, rendendola anche immune agli attacchi. Man mano che Zero sale di livello, le armi diventano più potenti e Zero ottiene l'accesso a più tipi di armi col procedere del gioco. Ogni tipo di arma produce una serie diversa di mosse d'attacco. A differenza dei titoli precedenti della serie, non è necessario mettere in pausa per cambiare arma, ma è invece possibile farlo in ogni momento.
Zero ha a disposizione quattro tipi di armi: spade, lance, parabracci da combattimento e chakram. Ogni arma può essere potenziata (fino al livello 4) tramite il combattimento o spendendo denaro acquisito durante i livelli. Ogni arma ha effetti diversi a seconda del tipo di nemico e della situazione di combattimento, con le lance utili contro nemici pesantemente corazzati o dotati di scudo e le spade come arma predefinita. Durante l'esplorazione dei livelli, Zero può raccogliere oggetti dai forzieri e dai nemici caduti che forniscono denaro per l'acquisto di pozioni, nonché per l'acquisto e il potenziamento delle armi. Zero può anche completare missioni secondarie man mano che il giocatore avanza nel gioco: queste missioni secondarie sono collocate all'interno di aree di livelli normali e pongono limitazioni sulle abilità del giocatore. Le prestazioni del giocatore durante queste operazioni vengono ricompensate con oggetti speciali e il numero di oggetti guadagnati aumenta con il numero di nemici uccisi.
Per il combattimento aereo, Zero monta il suo drago Mikhail. I due principali tipi di combattimento aereo sono le missioni in stile sparatutto su rotaia e il combattimento aereo e quello a terra. Mikhail ha a disposizione più tipi di attacco: mentre è a terra, può eseguire un attacco ad area usando le sue ali e azzannare i nemici. Durante il combattimento in aria, Mikhail può sputare fuoco a terra e contro i nemici in volo. Mikhail è completamente controllabile mentre è in aria, vola attraverso l'ambiente ed è in grado di eludere il fuoco nemico. Quando si esegue l'attacco principale di Mikhail, sputare fuoco, è possibile agganciare un nemico e infliggere danno a più nemici contemporaneamente. Mikhail può anche entrare in modalità Intoner mentre viene cavalcato da Zero, e ciò aumenta la quantità di danni che può infliggere. Durante le missioni a terra, Zero può anche chiamare Mikhail per infliggere danni alle unità nemiche.

## Sviluppo
Drakengard 3 è stato concepito quando Shiba Takamasa e Yoko Taro, rispettivamente produttore e regista del gioco originale, si sono incontrati anni dopo che Cavia, la società con cui hanno creato la serie, è stata assorbita da AQ Interactive . I due hanno ripreso i primi piani per creare un terzo capitolo della serie. Come parte del processo di brainstorming, la società ha utilizzato questionari per i fan, dai quali il team ha appreso che molti volevano una storia oscura simile a quella di Nier per il prossimo capitolo della serie. Parlando della creazione del gioco, Takamasa ha affermato che Drakengard 3 è stato realizzato in parte perché la società stava realizzando meno giochi RPG per giocatore singolo e desiderava catturare l'atmosfera del passato. Accanto a questo c'era l'ambizione di Takamasa di dimostrare che gli appassionati dei giochi di ruolo era ora una comunità mainstream che desiderava un'esperienza di gioco più hardcore. Il gioco è stato sviluppato da Access Games, nota per il survival horror Deadly Premonition. Takamasa ha notato che la compagnia era "molto brava a creare giochi d'azione", il che avrebbe consentito al team di affrontare le critiche riferite al mediocre combat system dei precedenti giochi della serie e al tempo stesso riuscire a creare una storia fedele alla serie Drakengard. La produzione è iniziata nel 2011, dopo che Access Games è stata contattata da Takamasa durante il Tokyo Game Show di quell'anno. Quando il gioco è stato presentato all'inizio del 2013, era completo al 60% e Taro ha commentato "Non è Drakengard o Nier. Se vi aspettate questo, rimarrete delusi". Il filmato di apertura in CGI è stato creato da Visual Works. La scena era basata su uno storyboard prodotto da Taro e il regista Kazuyuki Ikumori mirava a rendere la scena bella nonostante il suo contenuto cruento. Visual Works ha anche gestito i filmati in-game del gioco, con un membro dello staff che lo ha descritto come un periodo difficile in quanto aveva bisogno di produrre oltre 100 minuti di filmati in un breve periodo di tempo.

### Design del mondo
Kimihiko Fujisaka, character designer per i precedenti capitoli della serie, ha ripreso il suo ruolo. Nell'ideare i personaggi, Fujisaka ha seguito lo stile da "Europa medievale" dei due giochi precedenti per i nemici, mentre si è orientato verso design più moderni per i personaggi principali. Oltre a Fujisaka, l'attore Shinnosuke Ikehata, che aveva doppiato personaggi chiave nei precedenti giochi della serie, è tornato a doppiare, e lo scrittore Sawako Natori, che aveva lavorato su Drakengard, Drakengard 2 e Nier, è tornato a scrivere l'ambientazione con Taro. La storia è stata scritta per avere "un buon equilibrio tra oscurità e umorismo", secondo Takamasa: egli disse che c'era "in realtà un bel po' di [oscurità], ad esempio nei dialoghi di gioco". Il team non voleva trasformarlo in una storia completamente dai temi dark, ma voleva che ci fossero anche scene divertenti. Taro non voleva che le emozioni dei vari personaggi ricadessero in semplici stereotipi, o che ci fosse una visione semplicistica della situazione. Voleva anche suscitare nei giocatori una sensazione di "anormalità": l'esempio menzionato era il contrasto tra la paura e il terrore mostrati dai soldati nemici e il dialogo spesso volgare tra Zero e i suoi compagni. Ha anche affermato di aver passato gran parte dello sviluppo del gioco "quasi ridendo".
Durante il processo di sviluppo della storia, il team ha deciso un personaggio femminile come protagonista del gioco, in contrasto con i giochi precedenti, che avevano protagonisti maschili insieme a un gran numero di altri personaggi femminili: questo principalmente perché tutte le altre proposte erano state scartate. Molti aspetti del design e delle abilità di Zero avevano lo scopo di rievocare l'atmosfera cruda del gioco, mentre il fiore che cresceva dal suo occhio è stato quasi tagliato perché Takamasa pensava che sarebbe stato un rischio troppo grande per la serie se abbinato al genere del personaggio. Un paio di idee di Taro sono state tagliate o rifiutate, come l'idea di ambientare il gioco nel tempo presente con una studentessa come protagonista e di intitolare il gioco Drakengard 4 invece di Drakengard 3 con la storia che ruotava attorno alla ricerca del capitolo mancante della serie. La creazione delle personalità dei discepoli era affidata a Taro, Natori e Emi Nagashima. Taro voleva che Nagashima scrivesse Cent per essere quanto più idiota possibile, mentre criticò la sua interpretazione di Decadus. Octa era il personaggio che Natori e Nagashima comprendevano meglio, sebbene Nagashima trovò difficile scrivere la sua novella. Mentre scriveva i dialoghi di Mikhail, Taro chiese a Natori di incarnare in lui le buone qualità degli animali e dei bambini. Invece di puntare al realismo, Natori prese ispirazione da elementi di altre opere di finzione per creare la sua personalità e lo trovò il più divertente da scrivere. Il dialogo tra Zero e i suoi discepoli è stato scritto da Taro per contrastare nei contenuti il violento combattimento. Nel gioco sono stati inclusi elementi di rottura della quarta parete, come alcuni dei dialoghi di Zero o le azioni di Accord durante il finale: questo fungeva sia come un richiamo a Drakengard, sia per suggerire che il mondo reale sia semplicemente un altro ramo dell'universo di Drakengard.
Il design di Fujisaka per Zero è stato il primo ad essere approvato da Taro. Le altre Intoner sono state ideate abbastanza rapidamente dopo Zero: per il loro design Taro ha detto a Fujisaka di "pensare a Puella Magi Madoka Magica". Ogni personaggio ha un tema diverso: per esempio, quello di Five era "nudità e maglieria", quello di Four era il suo essere un capitano donna, e quello di Two erano biancheria intima e "lolita". Three doveva avere la frangia che le copriva il viso e molteplici forcine per capelli, ma questo design fu poi scartato. I nomi dei personaggi basati sui numeri e i diversi colori degli occhi avevano lo scopo di aiutare i giocatori a identificarli, mentre gli aspetti del design di Zero sono stati incorporati negli altri Intoner per enfatizzare le loro connessioni. I discepoli furono progettati e approvati rapidamente poiché non erano una priorità. Sono stati progettati attorno ai principali archetipi maschili: Cent, originariamente il sadico del gruppo, era il "bel ragazzo", Octa era il "vecchio", Decadus era "l'uomo di mezza età" e Dito era il "ragazzino".

## Colonna sonora
La musica del gioco è stata composta da Keiichi Okabe, che aveva creato anche la colonna sonora di Nier. Okabe ha voluto eguagliare il lavoro di Nobuyoshi Sano. Taro gli chiese di non seguire il percorso musicale di Drakengard o Nier e di conseguenza egli trasse ispirazione dal tema del gioco del "senso del contrasto". Una delle sigle del gioco, "Kuroi Uta" (クロイウタ? Black Song) , è stata cantata da Eir Aoi, una cantante originaria dell'Hokkaidō che era appassionata della serie Drakengard; il che è stato proprio il motivo per cui Takamasa l'ha scelta per eseguire la sigla. I testi sono stati scritti da Kikuchi Hana, uno degli sceneggiatori di Nier. La seconda sigla del gioco, "This Silence Is Mine", usata nel trailer per il Tokyo Game Show, è stata scritta e cantata appositamente da Chihiro Onitsuka. Drag-on Dragoon 3 Original Soundtrack è stato rilasciato il 21 gennaio 2014 con il numero di catalogo SQEX-10414~5. Le sigle sono state pubblicate sia come parte della colonna sonora che come singoli.

## Distribuzione
Drakengard 3 ha ricevuto poche anteprime di gioco ed è stato promosso tramite novelle: questo perché Takamasa desiderava che la storia del gioco fosse un mistero per i giocatori. Il gioco doveva originariamente essere pubblicato nell'ottobre 2013 in Giappone, ma è stato posticipato a dicembre a causa della volontà di Square Enix di migliorare la qualità complessiva del gioco e assicurarsi che soddisfacesse le aspettative dei fan. Mentre in Giappone e Nord America era disponibile sia in versione digitale sia fisica, in Europa è stata pubblicata solo la versione digitale. È stato anche localizzato in cinese con l'assistenza di Sony Computer Entertainment Japan Asia, nel tentativo di attingere al mercato di lingua cinese. L'edizione da collezione uscita in Giappone comprendeva anche un outfit ispirato a Kainé, la protagonista femminile di Nier. Un'edizione da collezione limitata è stata pubblicata anche in Nord America, Europa e Australia tramite Square Enix. Conteneva un romanzo prequel riguardante i personaggi principali del gioco, uno scenario che coinvolgeva One e alcuni DLC per il doppiaggio giapponese e per un costume per Zero ispirato al protagonista del primo gioco.

### Merchandising
Insieme al gioco, in Giappone uscirono due manga scritti da Emi Nagashima sotto lo pseudonimo di Jun Eishima: Drag-On Dragoon: Utahime Five, un prequel incentrato sulle cinque sorelle Intoner, e un sequel, Drag-On Dragoon: Shi ni Itaru Aka, che prosegue la storia del "Fratello di One" dopo il primo finale del gioco. Entrambi i manga sono stati creati e scritti con la supervisione di Taro. Il gioco è stato completato con alcuni DLC: questi comprendevano abiti per Zero ispirati ai protagonisti della serie precedente, ornamenti cosmetici per Mikhail e sei capitoli prequel che descrivono in dettaglio eventi passati nella vita di Zero e delle sue sorelle. Questo DLC è stato successivamente pubblicato in Occidente insieme a musica alternativa per le sequenze di Zero in modalità Intoner. ASCII Media Works ha anche pubblicato una guida completa al gioco, associata a una guida al mondo di Drakengard e a una serie di storie brevi, chiamata Drag-On Dragoon 1.3, che funge da sequel a Drag-On Dragoon: Shi ni Itaru Aka, e che riscrive gli eventi del primo gioco in una linea temporale alternativa. Un romanzo, Drag-on Dragoon 3 Side Story, è stato pubblicato il 28 agosto 2014. Il romanzo racconta la storia di Drakengard 3, introducendo la linea temporale (Ramo E) che realmente collega Drakengard 3 e Drakengard.

## Accoglienza
| Testata                         | Giudizio |
| ------------------------------- | -------- |
| Metacritic (media al 17-7-2021) | 61/100   |
| Destructoid                     | 8,5/10   |
| Eurogamer                       | 5/10     |
| Famitsū                         | 34/40    |
| Game Informer                   | 6/10     |
| GameSpot                        | 7/10     |
| GamesRadar+                     | 3/5      |
| IGN                             | 4,8/10   |

Durante la prima settimana di vendita in Giappone, Drakengard 3 ha venduto 114 024 copie, arrivando quarto nelle classifiche di vendita giapponesi e raggiungendo le 125 500 unità entro la fine dell'anno. Le vendite fisiche totali in Giappone al maggio 2014 hanno raggiunto le 150 866 unità. Ha raggiunto il 79º posto della lista dei 100 titoli più venduti dell'anno su Famitsu, e il 62º posto della lista di Dengeki Online. Famitsū ha assegnato a Drakengard 3 il voto di 34/40, somma dei voti singoli dei quattro recensori. Il gioco ha ricevuto recensioni "medie", secondo l'aggregatore di recensioni Metacritic. Todd Ciolek di Anime News Network ha nominato Drakengard 3 Gioco dell'anno nel 2014.
La storia ha ricevuto recensioni contrastanti. Dengeki PlayStation l'ha definita la migliore storia della serie Drakengard, mentre Famitsū è stato generalmente positivo riguardo all'ambientazione e ai personaggi, elogiando i dialoghi. Chris Carter di Destructoid ha dichiarato che la storia lo ha spinto a "andare avanti e capire tutto da solo", e ha affermato di aver trovato divertenti i dialoghi e le relazioni tra i personaggi. Wallace di Game Informer è stato meno entusiasta, dicendo che nonostante ci siano alcune scene interessanti, "la narrazione e i personaggi fanno un sacco di passi falsi". Meghan Sullivan di IGN ha criticato l'eccessiva lentezza della storia e la dipendenza dalla conoscenza dei capitoli precedenti, definendo i personaggi principali "scritti male". Heidi Kemps di GameSpot ha elogiato la storia, in particolare il modo in cui ha preso in giro il genere, concentrandosi sui molti percorsi in cui il gioco ha portato i giocatori, mentre Becky Cunningham di GamesRadar+ ha definito la storia "la ragione principale per giocare [al gioco], soprattutto quando si avvicina al fantasy medievale con la commedia oscura invece di banali trope". Chris Schilling di Eurogamer ha affermato che il gioco si è svolto "come una commedia nera", definendo la sua narrativa molto più fredda di quella di Nier e lodando la caratterizzazione di Zero.
A differenza dei titoli precedenti della serie, il gameplay ha ricevuto elogi. Dengeki ha elogiato il nuovo sistema di combattimento, indicando come punto di forza la capacità di cambiare arma istantaneamente. Positivo anche Famitsu, nonostante abbia evidenziato che il gioco manca di tratti distintivi in grado di farlo risaltare rispetto agli altri videogiochi del genere. Sullivan ha elogiato l'aspetto base del gameplay, in particolare la modalità Intoner di Zero, ma ha criticato il gameplay del drago, definendolo imbarazzante e aggravato dal mediocre layout dei controlli. Cunningham ha affermato che il combattimento "manterrà i giocatori all'erta", lodando l'equilibrio tra il personaggio e il potere del nemico e l'abilità di cambio arma, ma essendo più critica riguardo al gameplay del drago. Carter ha definito il gameplay d'azione "la sua parte preferita", riferendosi ad esso come una versione più veloce e fluida del combattimento della serie Dynasty Warriors, mentre Kemps lo ha trovato generalmente soddisfacente nonostante la sua semplicità, citando le sezioni del drago come "una benvenuta, se non sempre particolarmente ben progettata, pausa dall'uccidere le truppe direttamente". Wallace è stato positivo su molti aspetti del sistema, affermando però di essere rimasto impatanato dal design dei livelli e dai prevedibili movimenti dei nemici. Schilling ha apprezzato il gameplay a terra nonostante la sua semplicità, paragonandolo a "un incrocio tra Devil May Cry e Dynasty Warriors", ma ha criticato "la scarsa intelligenza artificiale degli alleati" e il gameplay col drago di Zero, trovandolo "molto meno divertente". Anche la cattiva IA degli alleati di Zero e del drago è stata criticata.
La grafica e il design dei livelli sono stati generalmente criticati. Cunningham ha definito gli ambienti "molto blandi" rispetto alla narrazione, mentre Wallace ha generalmente criticato il livello di gioco e il design dei personaggi, sebbene abbia citato le scene cinematografiche come "un miglioramento". Al contrario, Carter ha elogiato il design del personaggio e ha definito gli altri elementi visivi "assolutamente belli". Sullivan è stata generalmente negativa, citando il design dei livelli e "la tavolozza dei colori ristretta" come parte della sua critica e confrontando la grafica con un gioco dell'era PlayStation 2. Schilling ha generalmente criticato il gioco per le sue texture, la grafica e il design dei personaggi, nonostante abbia notato "i tentativi degli sviluppatori di prendere in giro le convenzioni di gioco". Tra i problemi tecnici riscontrati spesso si annoverano frequenti cali di frame rate, una gestione della telecamera irregolare e lo screen tearing.

### Annotazioni
1. ↑  Intoner; Cantanti (歌姫?, Utahime) nella versione in giapponese.
2. ↑  Discepoli; Apostoli (使徒達?, Shito-tachi) nella versione in giapponese.

### Dialoghi
1. ↑  Narratore: Long ago, in an age tarnished by endless conflict, five beautiful goddesses descended upon the land. The goddesses sang mystical songs that restored peace and harmony to our broken world. The people began to worship these holy songstresses and came to refer to them as Intoners. (Opening)
2. ↑  Zero: The first time I saw this flower... was the day I died. Now I'm just a corpse being kept alive by the flower's magic. [...] This flower is a calamity that threatens the entire world. It's growing, feeding off me. Eventually it's going to consume me entirely, and once that happens? Once it's fully grown? It's going to destroy everything. [...] When I realized that I was infected with a flower that was going to end the world, I tried to kill myself.  Well, technically I was already dead, but, yeah. Anyway, I tried to rip the damn thing out. But, in the end, I just made things worse. The flower freaked out. Started sprouting these... children. Five little girls, one after another. They burst out of me and ran off before I could blink. [...] Anyway, I made my choice. I decided to kill my sisters, and then destroy the flower. (Branch D, Verse 7)
3. ↑  Zero: What the hell are you, anyway? / Accord: We're Recorders. [...] It's our job to record world events from the ancient past to the distant future. You know the Old World you people are always going on about? Well, I was sent by folks from there. (Branch B, Chapter 2, Lost Verse 2)
4. ↑  Zero: It's unavoidable. Disciples can't remain in human form without an Intoner's power. Sooner or later, you'll disappear. So before that happens... I'm giving you your old forms back. (Branch A, Chapter 5, Verse 3)
5. ↑  One: I see... If there are no Intoners left to protect the world... Then I'll just protect it myself! We'll form a new religion. A religion that worships my sister One. (Branch A, Chapter 5, Ending A)
6. ↑  Accord: In the flow of post-Cataclysm history, if a unique set of conditions known as "singularities" come together, splits occur in time, resulting in the multiple world divergence phenomenon. (Branch B, Verse 1)
7. ↑  Accord: By utilizing the reprogramming function of the flower, the singularity known as Zero has created a new concept known as a pact. I do not know how this will affect the future. However, I will continue to observe events as they unfold. (Branch B, Ending B)
8. ↑  One: Intoners offer only pestilence to this world. Someday, they will be the disease that brings ruin to all human life. That's why you're trying to kill us: to save the world. And once you succeed in killing your sisters... You're going to finish the job... and kill yourself. And you'll use that dragon to do it. (Branch C, Verse 5)
9. ↑  Accord: The Intoner Zero completed her objective. However, the dragon Mikhail has died and Zero's mental health is in a rather alarming state. I'm afraid there's little chance of finding a solution in this timeline. As such, I recommend sealing off this branch. (Branch C, Ending C)
10. ↑  Accord: Recording. The Intoners have been sealed off in another world. The threat of the flower has been extinguished from this branch. However, the possibility exists that this seal could unravel itself at some time or location in the future. Until then, our recording efforts will continue. Oh. And a personal addendum regarding my observational target, Zero. Perhaps this is beyond my functional requirements as a recorder, but I cannot shake the feeling that somehow, somewhere, Zero is still alive. And that, someday... Someday, she and I will see each other again. Crazy, I know. Call it a hunch. (Branch D, The Final Song)
11. ↑  Accord: I hope to see you again someday. But until then... I'd like to say... Thank you for playing. (Branch D, The Final Song)

### Riferimenti
1. ↑   Jenna Pitcher, Drakengard 3 delayed to Dec. 19 in Japan, su Polygon, 22 agosto 2013. URL consultato il 22 agosto 2013.
2. ↑   Ishaan, Drakengard 3 Collector's Edition Announced For North America, su siliconera.com, Siliconera, 5 febbraio 2014. URL consultato l'8 febbraio 2014 (archiviato dall'url originale il 25 aprile 2014).
3. ↑   Luke Karmali, Drakengard 3 Release Date, Opening Cinematic Revealed, su IGN, 5 febbraio 2014. URL consultato il 5 febbraio 2014.
4. 1 2   Tom Phillips, Deadly Premonition developer making Drakengard 3, su Eurogamer, 14 marzo 2013. URL consultato il 9 ottobre 2013.
5. 1 2 3 4   Romano, Sal, Drakengard 3 announced for PlayStation 3, su gematsu.com, Gematsu, 12 marzo 2013. URL consultato il 9 ottobre 2013.
6. 1 2 3 4   『DOD3』ジョシカイ、開幕。女性視点（映島×名取×白本×サガコ）で語られる『ドラッグ オン ドラグーン3』の狂気の深淵とは？【電撃DOD3】, su dengekionline.com, Dengeki Online, 27 dicembre 2013. URL consultato il 28 febbraio 2014.
7. 1 2 3   Kevin Gifford, Drakengard 3 will not 'feel much like a Square Enix' release, if music department has its way, su Polygon, 17 luglio 2013. URL consultato il 9 ottobre 2013.
8. 1 2 3 4 5 6 7   Chris Schilling, Drakengard 3 review, su Eurogamer, 29 maggio 2014. URL consultato il 29 maggio 2014.
9. 1 2 3   Anthony John Agnello, Shoot the core: How Takamasa Shiba plans to preserve the old ways with 'Drakengard 3', su digitaltrends.com, Digital Trends, 24 ottobre 2013. URL consultato il 25 ottobre 2013.
10. 1 2   Matt Hawkins, Drakengard 3 Producer: As Long As They Have Taro Yoko, Square Enix Can Make More Drakengard, su siliconera.com, Siliconera, 9 ottobre 2013. URL consultato il 10 dicembre 2013.
11. ↑  (JA) ドラッグ オン ドラグーン3 設定資料集＋ザ・コンプリートガイド [Drag-On Dragoon 3 The Complete Guide + Settings], Tokyo, ASCII Media Works, 11 aprile 2014,  pp. 180-181, ISBN 9784048660860.
12. ↑   Spencer Yin, Drakengard 3/Drag-On Dragoon 3's Story Detailed, su siliconera.com, Siliconera, 14 marzo 2013. URL consultato il 9 ottobre 2013 (archiviato dall'url originale il 1º gennaio 2014).
13. ↑   Joe Donato, Drakengard 3 Preview: Producer Takamasa Shiba reveals an insane prequel, su gamezone.com, GameZone, 26 ottobre 2013. URL consultato il 26 ottobre 2013.
14. ↑   Sato, Drakengard 3′s Lead Character Is Rather Promiscuous, su siliconera.com, Siliconera, 14 maggio 2013. URL consultato il 9 ottobre 2013 (archiviato dall'url originale il 26 dicembre 2013).
15. 1 2 3 4 5 6 7   Becky Cunningham, Drakengard 3 Review, su gamesradar.com, GamesRadar, 20 maggio 2014. URL consultato il 20 maggio 2014.
16. 1 2 3 4 5 6   Heidi Kemps, Drakengard 3 Review, su GameSpot, 27 maggio 2014. URL consultato il 29 maggio 2014.
17. 1 2 3   Sato, Drakengard 3 Lets You Perform Weapon-Switching Combos In Battle, su siliconera.com, Siliconera, 22 luglio 2013. URL consultato il 9 ottobre 2013 (archiviato dall'url originale il 18 aprile 2014).
18. 1 2   Cameron Teague, Drakengard 3 Review (PS3), su playstationlifestyle.net, PlayStation Lifestyle, 20 maggio 2014. URL consultato il 31 maggio 2014.
19. ↑   Sal Romano, Clear side-quests to earn rewards in Drakengard 3, su gematsu.com, Gematsu, 25 novembre 2013. URL consultato il 25 novembre 2013.
20. 1 2   Spencer, Yeah, Drakengard 3 Has Dragon Riding Gameplay, su siliconera.com, Siliconera, 25 agosto 2013. URL consultato il 9 ottobre 2013 (archiviato dall'url originale il 28 dicembre 2013).
21. ↑   Sal Romano, Mount Mikhail in Drakengard 3's sky battles, su gematsu.com, Gematsu, 6 ottobre 2013. URL consultato il 9 ottobre 2013.
22. 1 2 3   Sato, Drakengard 3 Producer And Creative Director Explain How The Game Came To Be, su siliconera.com, Siliconera, 5 aprile 2013. URL consultato il 9 ottobre 2013.
23. 1 2   『ドラッグ オン ドラグーン3』発売記念！ 開発スタッフからのメッセージを一挙公開!!, su famitsu.com, Famitsū, 20 dicembre 2013. URL consultato il 4 giugno 2019 (archiviato dall'url originale il 14 gennaio 2016).
24. ↑   Spencer, See More Awesome Artwork From Drakengard 3, su siliconera.com, Siliconera, 15 marzo 2013. URL consultato l'11 dicembre 2013 (archiviato dall'url originale il 18 dicembre 2013).
25. ↑   Ishaan Sahdev, Drakengard 3 Art Director On How He Designed The Game's Characters, su siliconera.com, Siliconera, 9 aprile 2014. URL consultato il 27 luglio 2014 (archiviato dall'url originale il 9 maggio 2014).
26. ↑   速報】『ドラッグ オン ドラグーン3』にピーターさんが出演決定（『DOD1』アンヘル役、『ニーア』白の書役）【電撃DOD3】, su dengekionline.com, Dengeki Online, 16 dicembre 2013. URL consultato il 16 dicembre 2013.
27. ↑   Matt Hawkins, Drakengard 3 Connects To Nier, Will Have A Balance Between Darkness And Humor, su siliconera.com, Siliconera, 13 ottobre 2013. URL consultato il 10 dicembre 2013 (archiviato dall'url originale il 20 dicembre 2013).
28. 1 2   「見えない壁」に取り囲まれたゲーム業界への想い。ヨコオタロウ氏が「ドラッグ オン ドラグーン3」やゲームの未来を語ったインタビューを掲載, su 4gamer.net, 4Gamer, 28 febbraio 2014. URL consultato il 25 luglio 2014 (archiviato dall'url originale il 15 marzo 2014).
29. ↑   Alexa Ray Corriae, Drakengard 3 director discuss finding beauty in a bloody story, su Polygon, 20 maggio 2014. URL consultato il 21 maggio 2014.
30. ↑   結果的に新情報満載 『ドラッグ オン ドラグーン3』開発者インタビュー, su famitsu.com, Famitsū, 4 aprile 2013. URL consultato il 10 dicembre 2013.
31. 1 2   『ドラッグ オン ドラグーン3』キャラデザ担当の藤坂公彦氏と柴貴正Pのロングインタビューをお届け, su famitsu.com, Famitsū, 2 settembre 2013. URL consultato il 12 dicembre 2013 (archiviato dall'url originale il 4 marzo 2016).
32. ↑   『ドラッグ オン ドラグーン3』キャラクターデザイン秘話インタビュー。藤坂公彦氏が語る『DOD』シリーズらしさとは？【電撃DOD3】, su dengekionline.com, Dengeki Online, 3 settembre 2013. URL consultato il 7 novembre 2014 (archiviato dall'url originale il 4 marzo 2016).
33. ↑   『ドラッグ オン ドラグーン3』キャラデザ担当・藤坂氏インタビュー。伝説の学園恋愛ゲーム化企画"エンジェレグナ"もチラリ【電撃DOD3】, su dengekionline.com, Dengeki Online, 5 settembre 2013. URL consultato il 7 novembre 2014 (archiviato dall'url originale il 28 aprile 2015).
34. ↑   Ishaan Sahdev, Drakengard 3 Sound Director On How The Music Is Different From Nier's, su siliconera.com, Siliconera, 6 maggio 2014. URL consultato l'8 maggio 2014 (archiviato dall'url originale l'8 maggio 2014).
35. ↑   Ishaan Sahdev, Drakengard 3′s First Trailer Shows Off Gory Gameplay Footage, su siliconera.com, Siliconera, 1º luglio 2013. URL consultato il 9 ottobre 2013 (archiviato dall'url originale il 29 dicembre 2013).
36. ↑   ドラッグ オン ドラグーン3』藍井エイルさんインタビュー。藍井さんはアンヘルたんに過剰反応するガチファンだった【電撃DOD3】, su dengekionline.com, Dengeki Online, 16 luglio 2013. URL consultato il 14 settembre 2014 (archiviato dall'url originale il 1º luglio 2014).
37. ↑   音楽にも『ドラッグ オン ドラグーン』らしい仕掛けが!? 『DoD3』インタビュー, su famitsu.com, Famitsū, 29 luglio 2013. URL consultato il 14 settembre 2014 (archiviato dall'url originale il 23 dicembre 2013).
38. ↑   『ドラッグ オン ドラグーン3』テーマ曲『This Silence Is Mine』は鬼束ちひろさんが担当。最新PVは血まみれのファイブなど意味深な場面が連続 [Onitsuka Chihiro is in charge of "Drag-On Dragoon 3" theme song "This Silence Is Mine". Latest PV contains profound scenes such as a blood-covered Five], su dengekionline.com, Dengeki Online, 24 settembre 2013. URL consultato il 10 dicembre 2013.
39. ↑   Square Enix Japan, ドラッグ オン ドラグーン3: TGS PV, su youtube.com, YouTube, 23 settembre 2013. URL consultato il 20 settembre 2013.
40. 1 2   DRAG-ON DRAGOON 3 Original Soundtrack, su vgmdb.net, VGMdb. URL consultato il 24 settembre 2014 (archiviato dall'url originale il 16 agosto 2014).
41. ↑   藍井エイルが歌う『ドラッグ オン ドラグーン3』のテーマソング『クロイウタ』が収録された5th Single『シリウス』は本日発売, su ex.famitsu.com, Famitsū, 13 novembre 2013. URL consultato il 14 settembre 2014 (archiviato dall'url originale il 10 dicembre 2013).
42. ↑   鬼束ちひろが歌う『ドラッグ オン ドラグーン3』のテーマソング『This Silence Is Mine』は本日12月18日発売, su ex.famitsu.com, Famitsū, 8 dicembre 2013. URL consultato il 14 settembre 2014 (archiviato dall'url originale il 19 dicembre 2013).
43. ↑   Spencer, Drakengard 3 Coming Out On October 31 In A Beautiful Box Set, su siliconera.com, Siliconera, 26 giugno 2013. URL consultato il 9 ottobre 2013 (archiviato dall'url originale il 16 dicembre 2013).
44. ↑   Dave Owen, Drakengard 3 delayed in Japan until December 19, su VG247, 22 agosto 2013. URL consultato il 9 ottobre 2013.
45. ↑   Luke Karmali, Drakengard 3 Release Date, Opening Cinematic Revealed, su IGN, 5 febbraio 2014. URL consultato l'8 maggio 2014.
46. ↑   Spencer, Dekamori Senran Kagura Will Also Get A Chinese Version, su siliconera.com, Siliconera, 27 gennaio 2014. URL consultato il 30 gennaio 2014 (archiviato dall'url originale il 23 febbraio 2014).
47. ↑   Spencer, Here's Drakengard 3's Leading Lady Dressed As Kaine From Nier, su siliconera.com, Siliconera, 16 settembre 2013. URL consultato il 16 dicembre 2013 (archiviato dall'url originale il 18 dicembre 2013).
48. ↑   Luke Karmali, Drakengard 3 Collector's Edition Announced for Europe and Australia, su IGN, 2 aprile 2014. URL consultato l'8 maggio 2014.
49. ↑   Ishaan, Drakengard 3 Collector's Edition Announced For North America, su siliconera.com, Siliconera, 5 febbraio 2014. URL consultato l'8 maggio 2014 (archiviato dall'url originale il 25 aprile 2014).
50. ↑   Emi Nagashima, 『ウタヒメファイブ』始まりました: 永嶋家の食卓, su emi-nagashima.cocolog-nifty.com, Emi Nagashima Blog, 27 aprile 2013. URL consultato il 16 marzo 2014 (archiviato dall'url originale il 16 marzo 2014).
51. ↑   Yoko Taro, 【仕事】コミック「ドラッグ オンドラグーン 死ニ至ル赤」の監修 [Supervision work of the comic Shi ni Itaru Aka], su ameblo.jp, Diary of Taro Yoko (blog), 2 marzo 2013. URL consultato il 16 marzo 2014.
52. ↑   Sato, Drakengard 3's Zero Cosplaying As The First Drakengard Protagonist, Caim, su siliconera.com, Siliconera, 21 ottobre 2013. URL consultato il 16 dicembre 2013 (archiviato dall'url originale il 10 febbraio 2014).
53. ↑   『ドラッグ オン ドラグーン3』フリアエやニーアの服がDLCに。19日に無料で色違い衣装を配信＆今後は追加ストーリーも予定【電撃DOD3】, su dengekionline.com, Dengeki Online, 16 dicembre 2013. URL consultato il 16 dicembre 2013.
54. ↑   Jeffrey Matulef, Drakengard 3 prologue DLC chapters are out now, su Eurogamer, 5 giugno 2014. URL consultato il 10 giugno 2014.
55. ↑   Adam Vitale, Final Drakengard 3 DLC detailed and priced, su rpgsite.net, RPG Site, 18 giugno 2014. URL consultato il 18 giugno 2014.
56. ↑   『ドラッグ オン ドラグーン3 設定資料集＋ザ・コンプリートガイド』, su dengekionline.com, Dengeki Online, 10 aprile 2013. URL consultato il 30 aprile 2014.
57. ↑   Square Enix e-Store: Drag-on Dragoon 3 Side Story, su jp.square-enix.com. URL consultato il 26 luglio 2014 (archiviato dall'url originale il 26 luglio 2014).
58. ↑   Emi Nagashima, 『ドラッグオンドラグーン３ ストーリーサイド』, su emi-nagashima.cocolog-nifty.com, Emi Nagashima Blog, 28 agosto 2014. URL consultato il 1º novembre 2014 (archiviato dall'url originale il 1º novembre 2014).
59. 1 2   Drakengard 3 for PlayStation 3, su Metacritic. URL consultato il 20 maggio 2014 (archiviato dall'url originale il 15 settembre 2014).
60. 1 2 3 4 5   Chris Carter, Review: Drakengard 3, su Destructoid, 20 maggio 2014. URL consultato il 20 maggio 2014 (archiviato dall'url originale il 1º febbraio 2016).
61. 1 2   Sal Romano, Famitsu Review Scores: Issue 1306, su gematsu.com, Gematsu, 10 dicembre 2013. URL consultato il 10 dicembre 2013.
62. 1 2 3 4 5   Kimberley Wallace, Drakengard 3: Soulless Blood Splatter, in Game Informer, 20 maggio 2014. URL consultato il 16 luglio 2021 (archiviato il 27 agosto 2017).
63. 1 2 3 4 5   Meghan Sullivan, Drakengard 3 review, su IGN, 20 maggio 2014. URL consultato il 21 maggio 2014.
64. ↑   Ishaan, This Week In Sales: At Last... Drakengard 3, su siliconera.com, Siliconera, 25 dicembre 2013. URL consultato il 9 gennaio 2013 (archiviato dall'url originale il 30 dicembre 2013).
65. 1 2  (JA) GEIMIN.NET／2013年テレビゲームソフト売り上げランキング（ファミ通版）, su geimin.net. URL consultato il 29 gennaio 2014 (archiviato dall'url originale il 24 aprile 2014).
66. 1 2   2013年度ゲームソフト販売ランキングTOP100！ 1位は2バージョン合計で411万本を販売した3DS『ポケットモンスター エックス・ワイ』が獲得, su dengekionline.com, Dengeki Online, 12 maggio 2014. URL consultato l'8 giugno 2014.
67. ↑   Todd Ciolek, Due Recognition, in Anime News Network, 17 dicembre 2014. URL consultato il 17 dicembre 2014 (archiviato dall'url originale il 17 dicembre 2014).
68. ↑   ドラッグ オン ドラグーン3 [Drag-On Dragoon 3], su famitsu.com, Famitsū. URL consultato il 3 dicembre 2014 (archiviato dall'url originale il 30 marzo 2014).
69. ↑   Francesco De Meo, Drakengard 3 Reviewed By Playstation Dengeki: 100/90/85/95, su explosion.com, 15 dicembre 2013. URL consultato il 16 dicembre 2013 (archiviato dall'url originale il 17 dicembre 2013).